# Palazzo Caprara
Palazzo Caprara, conosciuto anche come Palazzo di Galliera, è un palazzo storico di Bologna, sito in via IV Novembre 22. È sede della Prefettura di Bologna.

## Storia
Venne commissionato dal notaio Francesco Caprara, secondo la tradizione, a Francesco Morandi, detto il Terribilia o, secondo un’altra ipotesi, a Niccolò Donati. Fu completato nel 1603, ma un secolo più tardi, nel 1705, venne ampliato per volere di Maria Vittoria Caprara e subì nuovi interventi da parte di Giuseppe Antonio Torri e del suo allievo Alfonso Torreggiani.
Nel 1805 ospitò Napoleone, il quale in seguito lo comprò da Carlo Caprara, costretto a cederlo per debiti: il palazzo fu quindi donato alla neonata Giuseppina di Leuchtenberg, per la quale Napoleone creò il titolo di Duchessa di Galliera. Esso in seguito ebbe come ospiti Gioacchino Murat e l'imperatore austriaco Francesco I. Nel 1837 venne venduto a Raffaele De Ferrari: dato che suo figlio Filippo rinunciò al titolo di duca, questo nel 1859 passò ad Antonio d'Orléans de Montpensier che acquisì anche la residenza. L'edificio prese allora il nome di Palazzo di Galliera, in quanto il duca di Montpensier era divenuto anche duca di Galliera.
Dopo un periodo di rinomanza all'interno dell'alta società bolognese, nel 1927 gli eredi si trovarono costretti a vendere il palazzo allo Stato. In epoca fascista divenne sede della Prefettura; davanti alla facciata si aprì la piazza della Vittoria, oggi intitolata a Roosevelt, mentre subito ad est sorse il nuovo palazzo della Questura.

## Descrizione
Lo scalone del XVIII secolo è opera di Antonio Laghi. Fra i decoratori vi fu Ludovico Carracci, di cui rimane una “Allegoria della Fortezza” al piano terra. Molte delle tempere del piano nobile, invece, andarono purtroppo perdute a causa dei bombardamenti della Seconda Guerra Mondiale. In precedenza vi si trovava una collezione ricca di oltre mille dipinti di scuola bolognese (Agostino Carracci, Guercino, Guido Reni, Lavinia Fontana), ma essa fu in parte trasferita al Palazzo Reale di Stoccolma quando Giuseppina di Leuchtenberg andò in sposa al principe di Svezia.